# Mastologia
|  | Per a altres significats, vegeu «Mastologia (medicina)». |

La mastologia o teriologia és la ciència que estudia els mamífers, una classe de vertebrats amb característiques com ara un metabolisme homeoterm, pèl, un cor amb quatre cambres, i un sistema nerviós complex. És una subdisciplina de la zoologia. La mastologia estudia la morfologia i fisiologia dels mamífers, el seu comportament, el seu cicle vital, la seva ecologia, la seva història evolutiva i les relacions entre les diferents espècies. La mastologia té aplicacions en diferents camps. Per exemple, un bon coneixement dels mamífers pot ajudar els ramaders i veterinaris a cuidar dels animals i a ensinistrar mamífers domèstics com els gats i els gossos (els dos animals domèstics més estesos al món). L'aplicació més important avui en dia de la mastologia és possiblement en els esforços de conservació de les espècies, particularment en un moment en què la Unió Internacional per a la Conservació de la Natura (UICN) en classifica 514 (un 10% de tots els mamífers) com espècies «en perill greu» o «amenaçades».
Existeixen diverses branques de la mastologia. Així, per exemple, la primatologia estudia els primats (que inclouen els micos, els simis i els humans); dins de la primatologia, hi ha l'antropologia, la ciència que estudia l'ésser humà de forma holística combinant camps com ara les ciències naturals i les humanitats. La cetologia estudia els cetacis i es remunta a la Història dels animals d'Aristòtil, en què el filòsof grec ja distingia entre les balenes i els odontocets, o cetacis dentats. L'equinologia (cavalls), la cinologia (gossos) i la quiropterologia (ratpenats) són altres exemples de camps de la mastologia.

## Història

### Prehistòria
Els homes del Plistocè ja utilitzaven el seu coneixement del comportament d'alguns mamífers pel seu avantatge. A Jersey, una de les illes Anglonormandes, hi ha una cova situada a la part inferior d'un penya-segat on es descobriren mants ossos de mamut i de rinoceront llanut juntament amb eines de neandertals. Segons l'arqueòloga Kate Scott, el més probable és que els neandertals aprofitessin la por que el foc feia als animals per a perseguir-los fins que queien daltabaix del precipici. Aleshores, els neandertals treien la carn dels animals morts o moribunds amb un risc mínim. Els humans del Plistocè també caçaven altres mamífers com conills o cérvols. Tanmateix, els humans primitius no eren sempre els depredadors, i eren caçats per carnívors com ara Smilodon, Homotherium o Dinofelis. Així doncs, el coneixement dels humans sobre els mamífers durant la prehistòria es limitava en gran part a discernir entre preses i depredadors.

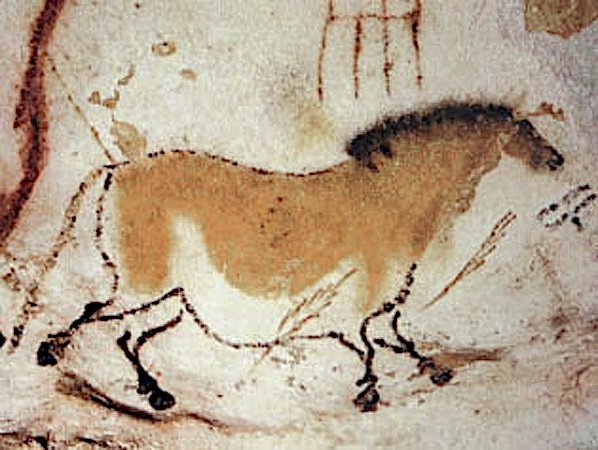
Pintura rupestre d'un cavall a les coves de Lascaux

Els mamífers també foren un dels temes principals en les pintures rupestres, una de les mostres de la inquietud artística i creadora dels humans primitius. Mamuts, bisons, cavalls, urs i cérvols es troben entre les espècies de mamífers més representades. A més de reflectir escenes de caça dels humans prehistòrics, aquestes pintures rupestres també permeten conèixer detalls dels mamífers prehistòrics que altrament haurien passat desaparcebuts: les crineres dels lleons de les cavernes o la capa de greix, músculs o pèl que els mamuts tenien a l'esquena, i que no es pot veure en els fòssils.
El coneixement creixent dels humans sobre els altres mamífers amb qui compartia el món feu possible una de les primeres fites en el camí cap a la civilització: la domesticació. Es creu que els primers intents de domesticar animals es produïren al Vell Món durant el Mesolític. Les tribus caçadores i recol·lectores començaren a intentar domesticar gossos, cabres, porcs i possiblement ovelles vers l'any 9000 aC. Tot i que la majoria d'animals domesticats foren adoptats pels humans al Neolític, altres mamífers foren domesticats molt més tard, com el conill a l'edat mitjana. Per a domesticar animals, entre altres factors, calia un coneixement adequat del mode de vida dels mamífers, de la seva alimentació, del seu comportament i evidentment de la seva utilitat per als humans.

### Antiguitat i edat mitjana

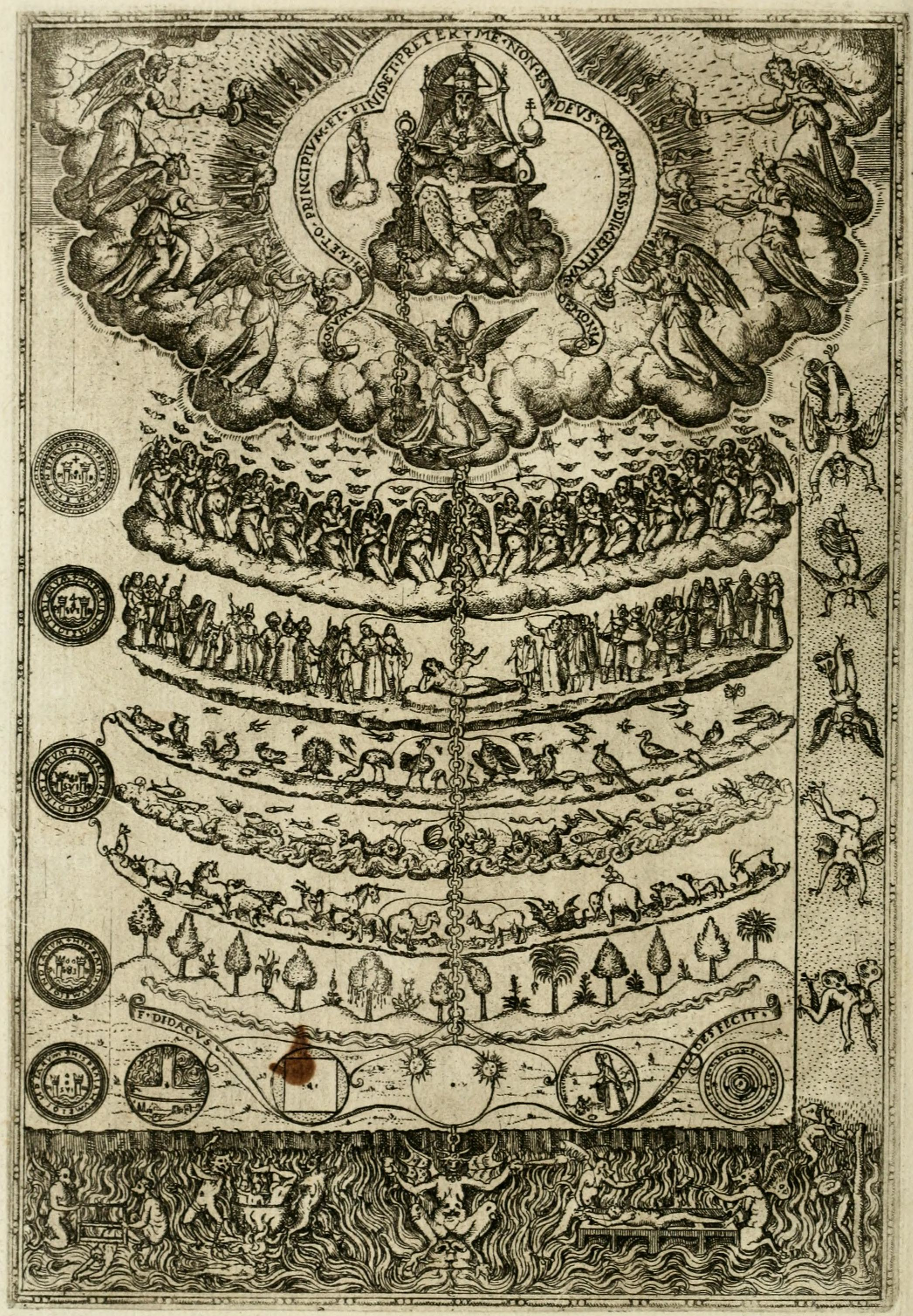
La gran cadena de la vida

Al segle iv aC, Aristòtil escrigué la seva Historia animalium, en un període que alguns situen a la seva estada a l'illa de Lesbos. En aquesta obrà, parlà dels ratpenats, els cetacis, els pinnípedes o els eriçons, remarcant que «tots els animals coberts de pèl són vivípars». També es queixava del fet que «en el gènere que combina tots els quadrúpedes vivípars hi ha moltes espècies, però sense cap nom comú. Només se les anomena una per una […]». En efecte, el terme «mamífer» no seria encunyat fins al 1758, quan Carl von Linné publicà la desena edició del seu Systema Naturae. Aristòtil demostrà un coneixement dels mamífers bastant profund per la seva època, un coneixement que anava més enllà de la simple aparença, fent estimacions de la longevitat dels dofins comuns i els catxalots, o indicant que els talps tenen ulls que no s'aprecien a simple vista.
A l'edat mitjana es perdé gran part del coneixement de l'antiguitat. Amb la desaparició de les obres d'Aristòtil i Plini sobre zoologia, que no serien redescobertes fins més tard, el buit fou omplert per obres amb un marcat element llegendari i mitològic. En són exemples les obres Origines sive Etymologiae (Isidor de Sevilla), el Llibre de les Mules (al-Jàhidh) o Physica (Hildegard von Bingen), que tractaven animals com ara els unicorns com si fossin reals. Marco Polo parlà sobre la fauna que trobà a Àsia, amb una única referència a animals llegendaris, els unicorns. Els estudiosos moderns creuen que aquests relats es referien a observacions de rinoceronts.

### Edat moderna i edat contemporània
El 1764 es produí una de les fites de la mastologia: el descobriment del primer mamífer del Mesozoic, trobat a Anglaterra. Tanmateix, la mandíbula en qüestió no fou reconeguda com a pròpia d'un mamífer fins al 1824 (per Georges Cuvier), i no fou descrita fins que el 1871 Richard Owen li donà el nom Amphilestes broderipii.